# Neusaßer Linde

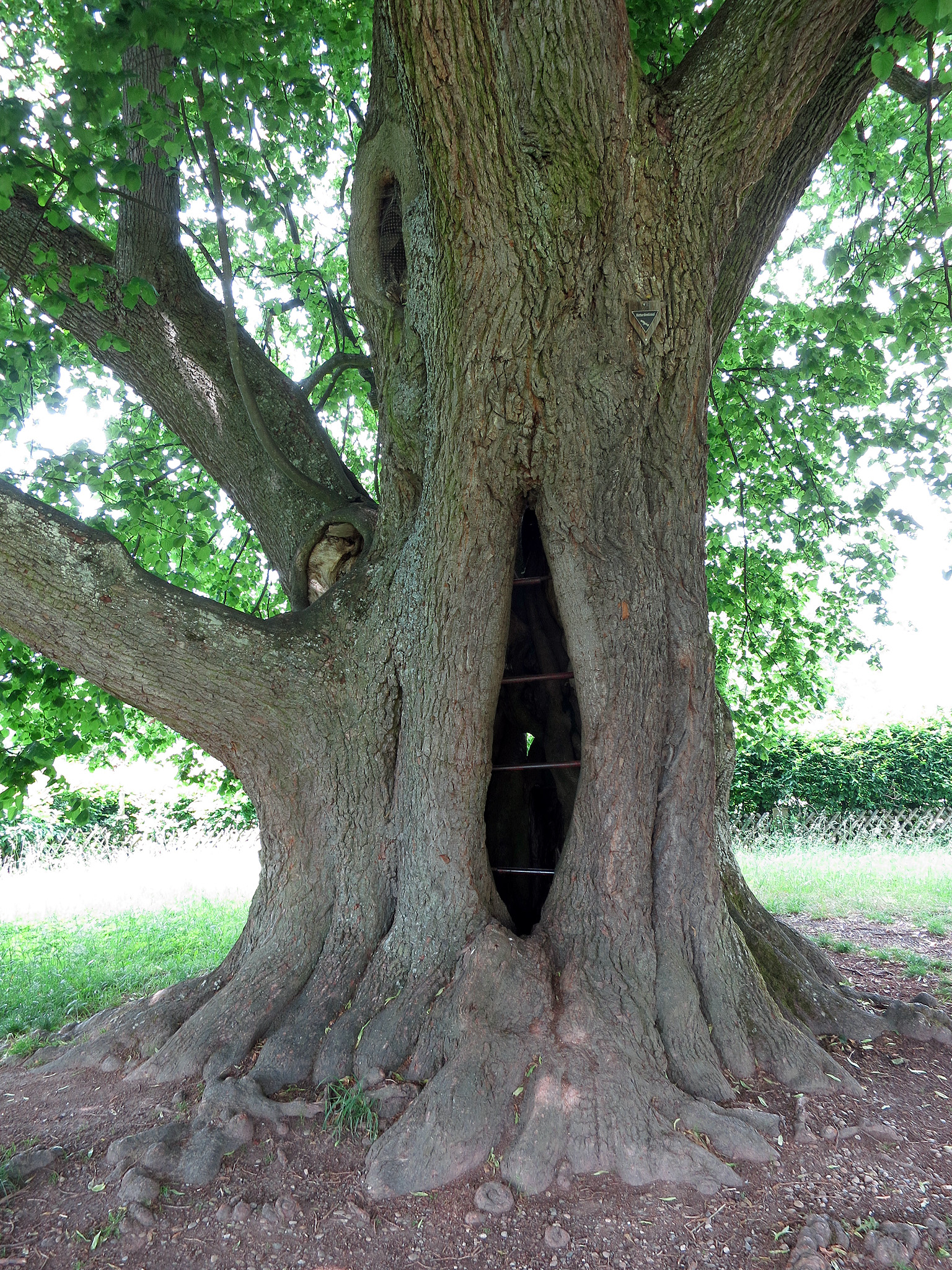
Stammansicht

Die Neusaßer Linde ist ein Naturdenkmal in Neusaß bei der Wallfahrtskapelle Neusaß, die zum Kloster Schöntal, einem Ortsteil von Schöntal, gehört. Die Sommerlinde (Tilia platyphyllos) hat ein Alter von etwa 300 bis 500 Jahren und einen Stammumfang von 8,62 Metern. Bis 1876 fand mehrere Jahrhunderte lang um die Linde Markttreiben statt und bis 1978 trug ihre Krone eine Plattform. Die Linde wurde in den letzten 35 Jahren mehrmals fachgerecht saniert. Das Deutsche Baumarchiv zählt die Linde zu den „national bedeutsamen Bäumen (NBB)“.

## Lage

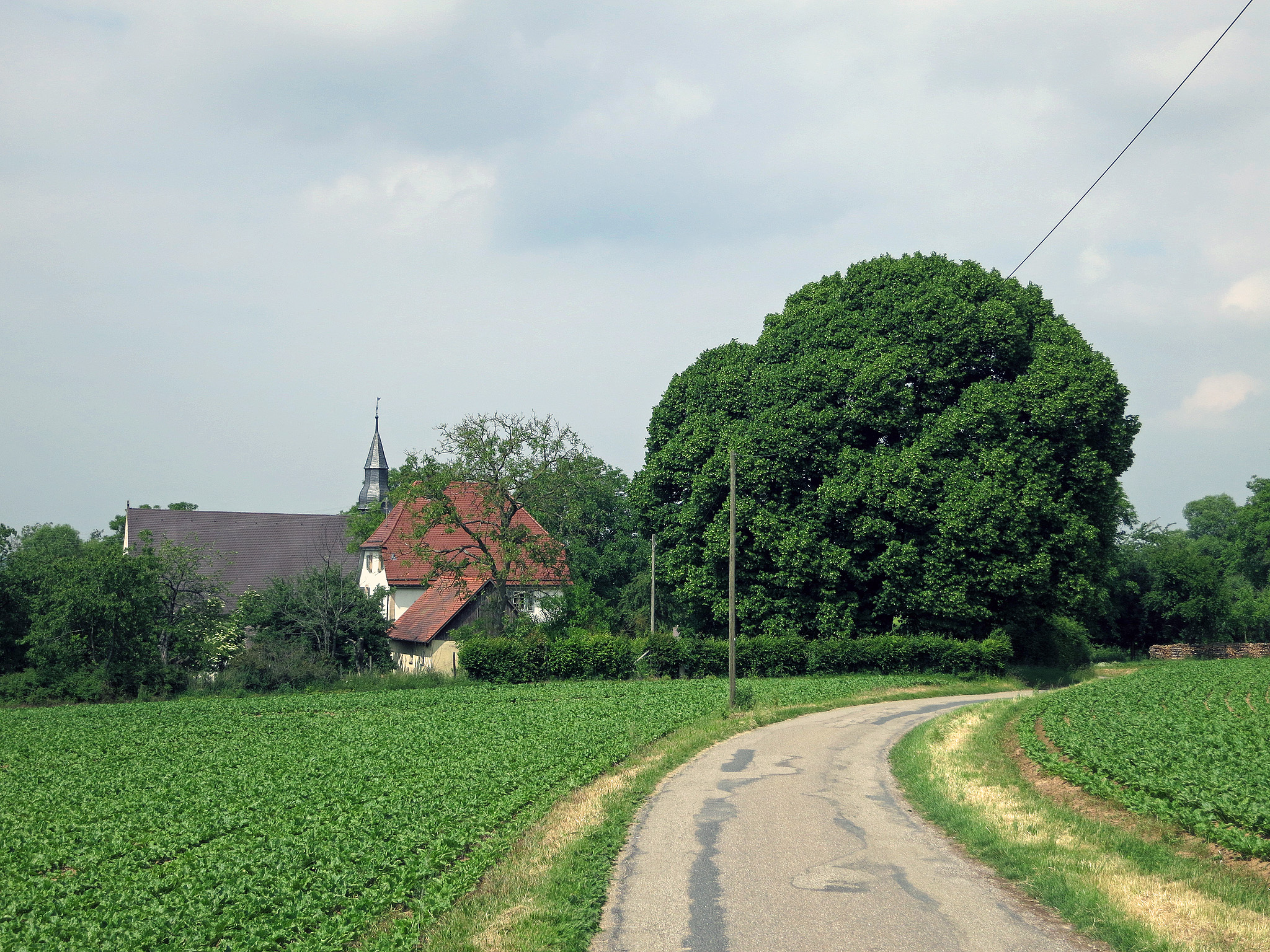
Linde mit Forsthaus und Wallfahrtskirche

Die Linde bei der Wallfahrtskirche Neusaß, etwa 1,5 Kilometer südöstlich vom Kloster Schöntal und 2,5 Kilometer südlich von Schöntal in einer Höhe von etwa 335 Metern über Normalnull, steht völlig frei auf einer Wiese, die halbseitig von einer Hecke umgeben ist. In etwa 50 Metern Entfernung steht das aus dem 18. Jahrhundert stammende Neusaßer Forsthaus, früher auch Jägerhaus genannt, das aus einem klösterlichen Wirtschaftshof hervorgegangen ist. Zwischen Forsthaus und Linde stand bis 1969 eine Scheune, Weinhäusle genannt, die bei einem Garagenbau abgerissen wurde. Bis um das Jahr 1880 stand in der Nähe der Linde die Accishütte. Dort wurden die Abgaben der Weinschenken und Metzger eingezogen. Auf der anderen Seite des Forsthauses steht die im Wallfahrtskapelle, zu der seit 1395 regelmäßig Wallfahrten stattfinden.

## Geschichte

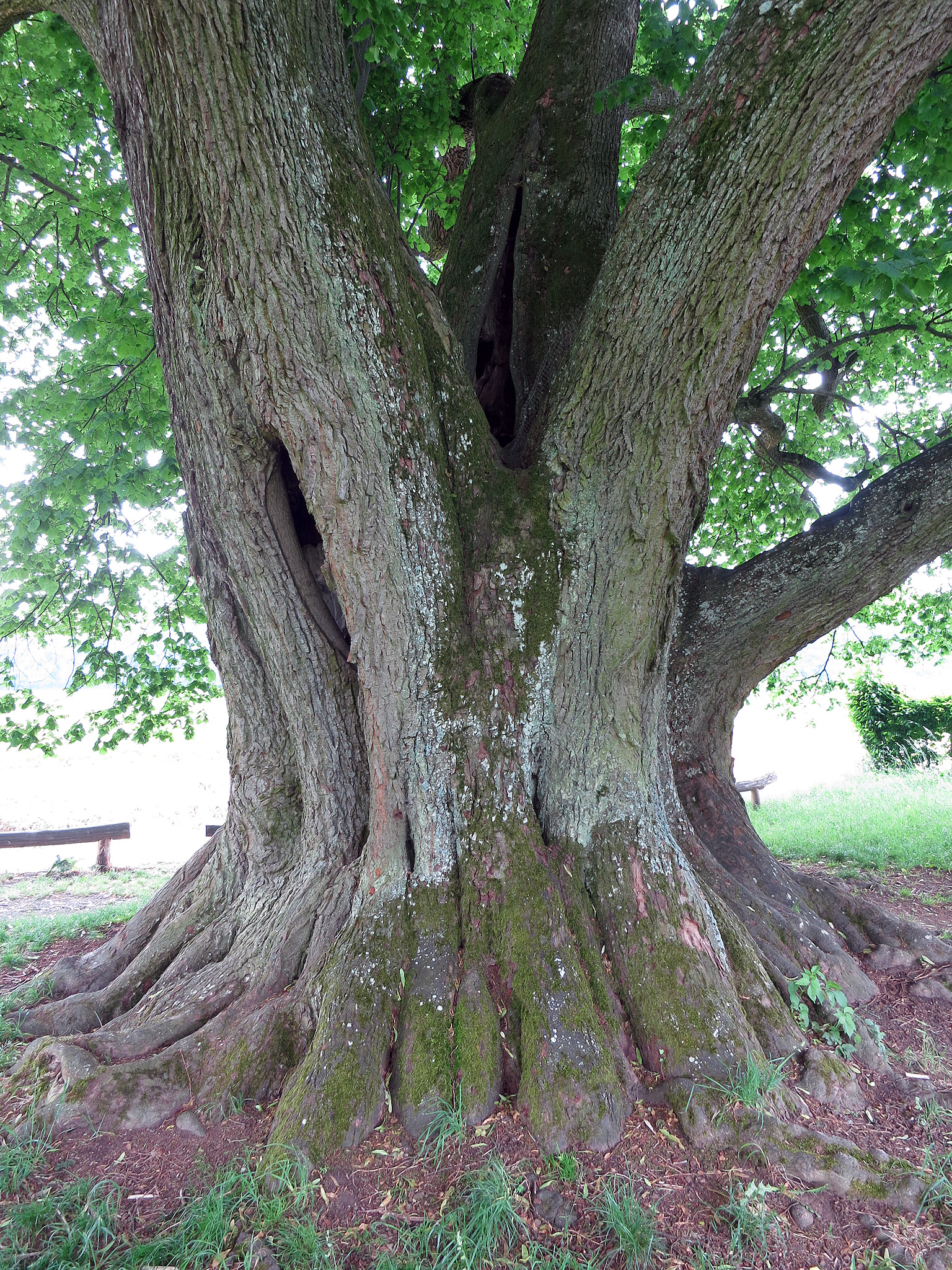
Stammansicht

Der Baum soll aus drei eng gepflanzten Linden hervorgegangen sein, die mit der Zeit zusammenwuchsen. Darauf deutet auch der erste Hinweis auf die Linde aus dem Jahre 1750 hin. In einer Karte aus dieser Zeit steht an der Stelle der heutigen Linde der Eintrag Linden, was auf mehrere Bäume hindeutet, also eine Mehrfachpflanzung. An sakralen Orten wie etwa in der Nähe von Wallfahrtskirchen pflanzte man oft als Symbol der christlichen  Dreifaltigkeit drei Bäume eng beieinander. Die erste schriftliche Erwähnung stammt aus dem Jahre 1883 vom Oberamt Künzelsau. In der Beschreibung des Oberamts Künzelsau heißt es zu Neusaß: „Hinter dem Jägerhaus liegt der ehemalige Marktplatz mit prächtiger Linde.“ Im Schwäbischen Baumbuch aus dem Jahre 1911 werden Maße der Linde genannt, ein Umfang von 5,5 Metern und eine Höhe von 25 Metern. Gegen Ende des Zweiten Weltkriegs kam es in der Region um Neusaß zu kurzen, teilweise recht heftigen Kämpfen. Dabei erhielt die Krone der Linde einen Volltreffer durch eine Granate. Am 13. April 1955 wurde die Linde unter Schutz gestellt. In der Krone war über einen längeren Zeitraum eine Plattform aus Stangen mit Geländer angebracht, zu der eine Leiter hochführte. Diese Plattform war so groß, dass 10 bis 15 Personen auf ihr speisen konnten. Die Hohenloher Zeitung berichtete 1958 unter der Überschrift Sommernachtsfest auf der alten Linde:

„Viele Wege führen nach Schöntal, dem Rom des Jagsttales. Ungezählte Besucher kommen jedes Jahr dahin, um das alte, ehemalige Kloster zu bestaunen. In solchen Zeiten, vornehmlich in den Sommermonaten, nehmen die Schöntaler Bürger die Gelegenheit gerne wahr, dem fremden Trubel für einige Stunden zu entfliehen. Auf stillen Wegen ziehen sie nach Neusaß um hier ein improvisiertes Fest im Hotel zum grünen Blatt zu feiern. In der Gastronomieliste wird ein Etablissement gleichen Namens zwar nirgends zu finden sein. Auch wird kein Alkohol oder ein sonstiges Frühlingswasser ausgeschenkt. Aber Revierförster Mainka kann manches Liedchen singen von den Sommernachtsfesten, die hier vor seiner Haustüre und über seinem Dach improvisiert werden, ohne Rücksicht auf Wetter und Wochentag. Denn hier steht eine 800 jährige Linde, schätzungsweise so alt wie das Kloster selbst. Auf die besagte Linde führt eine stabile Leiter hinauf, und droben harren etliche Bänke und ein Tisch der Besucher. Wind und Sturm und wohl auch mancher Blitzschlag haben den alten Baum gespalten und für eine Plattform Raum geschaffen, auf der sich im Schatten der Blätter besser sitzt als im schönsten Fernsichtcafe. Für die mitgebrachten Getränke muss ja auch kein Bedienungszuschlag entrichtet werden. Ein echt außergewöhnlicher Fall. Und weil alles außergewöhnlich an diesem Baum ist, angefangen an den Ästen, die so stark sind wie anderswo die Linden selbst, setzt die Dicke des Baumes den Besucher auch nicht mehr sonderlich in Erstaunen. 10 Kinder können mit ausgestreckten Armen den Stamm gerade noch umfassen. Wen es in nächster Zeit einmal nach Schöntal ziehen sollte, wird sicherlich nicht die günstige Gelegenheit verstreichen lassen, auch einmal die alte Linde in Neusaß hinaufzuklettern.“

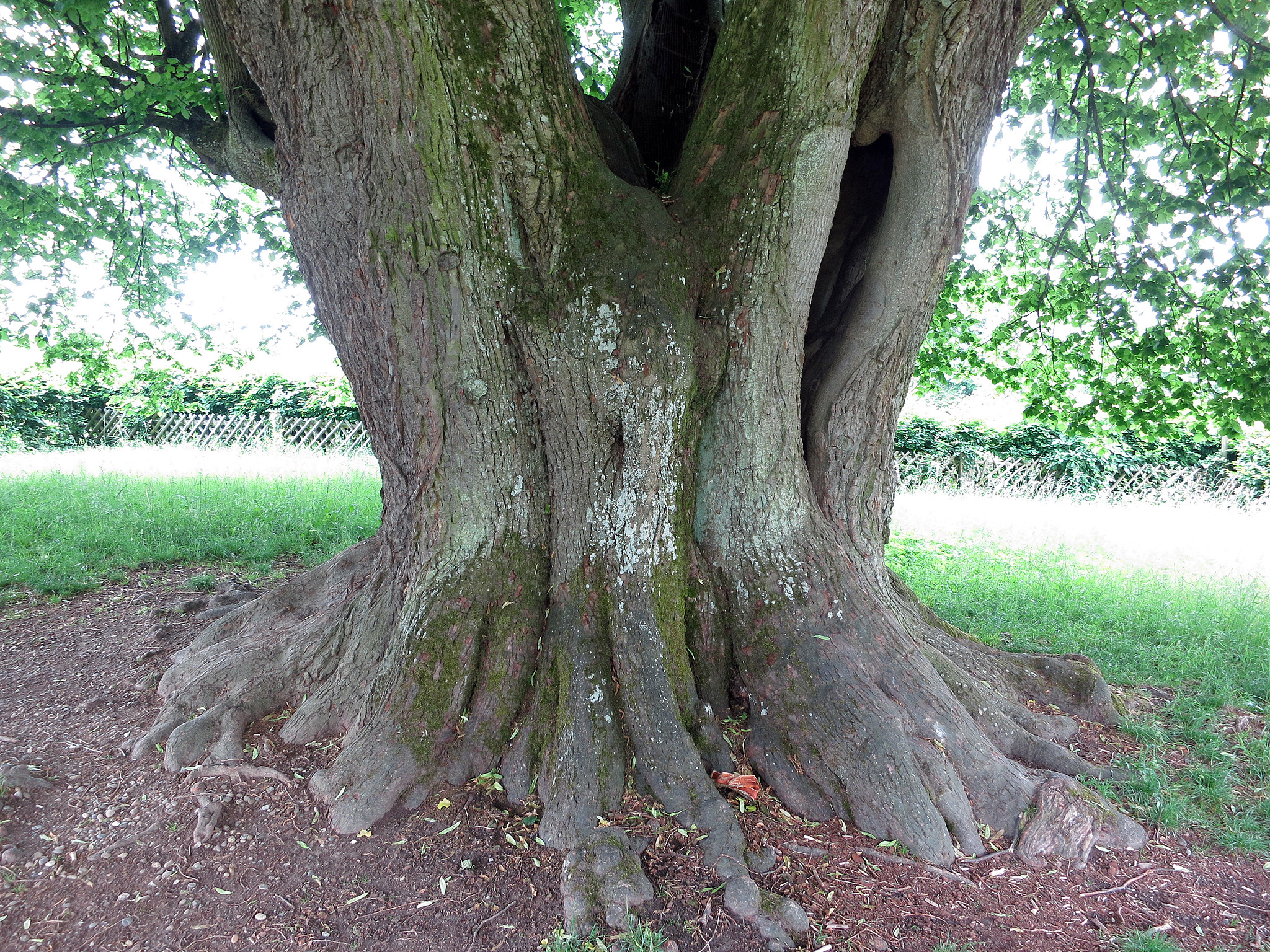
Stammansicht

Im Jahre 1978 wurde die altersschwach gewordene Linde vom Forstamt Schöntal in Zusammenarbeit mit dem Landratsamt als Unterer Naturschutzbehörde und der Bezirksstelle für Naturschutz und Landschaftspflege saniert. Dabei wurde die Plattform abgebaut und das faule Holz aus dem Stamminneren entfernt. Die dabei entstandenen Wunden behandelte man gegen Pilzbefall mit Holzschutzmitteln. Einige Äste verband man mit Drahtseilen, um einem Auseinanderbrechen der Krone vorzubeugen. Diese Maßnahmen genügten jedoch auf Dauer nicht. Im Jahre 1989 wurde die Krone stark eingekürzt. Daraufhin trieb die Linde zahlreiche neue Äste aus und belaubte sich so sehr, dass im Jahre 2001 erneut ein Teil der Äste entfernt werden musste. Die Maßnahme verringerte das Gewicht der Krone und ließ wieder mehr Licht ins Innere fallen.
Im Jahre 2004 wurde die Linde erneut saniert. Das Forstrevier Niedernhall, seit Kurzem im benachbarten Forsthaus ansässig, führte die Arbeiten aus; das Land und das Forstamt trugen die Kosten in Höhe von 3000 Euro. Wegen der Anbringung von Stahlseilen bei der Sanierung im Jahre 1978 hatten die tragenden Äste zu wenig Stützholz ausgebildet und die Äste konnten sich nicht mehr selbst tragen. Deshalb wurde die Krone aus Sicherheitsgründen gestutzt. Da parkende Autos die Wurzeln beschädigt hatten, wurde der Platz um die Linde im Zuge der Sanierung für Kraftfahrzeuge gesperrt.
Weil die Verankerungen aus den Ästen zu reißen drohen, ist der Baum gefährdet. Die aufstrebenden Stämme sind durch Fäule ausgehöhlt und bilden kaum frisches Holz.

## Beschreibung

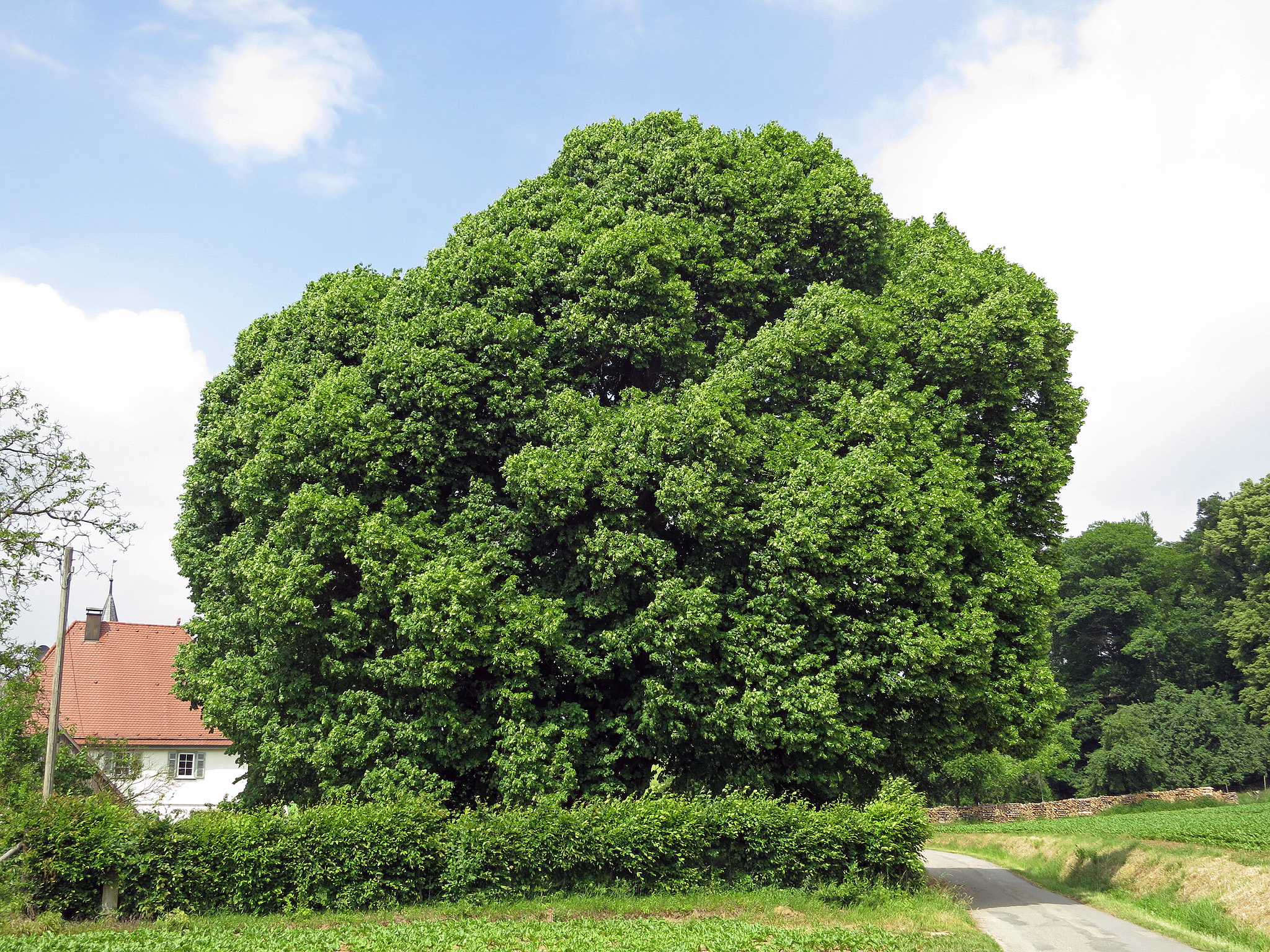
Ansicht von Süden

Der Stamm der Linde ist völlig hohl. Auf mehreren Seiten haben sich verschieden große Öffnungen ausgebildet. Der Stamm ist auch oben teilweise geöffnet. Ursprünglich bestand er wohl aus drei Stämmen, die mit der Zeit zusammengewachsen sind. Am Boden bildete er einen ausgeprägten Stammfuß. In weniger als zwei Meter Höhe geht der erste Ast ab. Mehrere große Äste bilden die große Krone, die mit Seilen gesichert ist. Die Linde ist etwa 22 Meter hoch, bei einem Kronendurchmesser von etwa 25 Metern. Die erste Umfangsangabe von 5,5 Metern gibt das Schwäbische Baumbuch aus dem Jahre 1911.  Im Jahre 2002 betrug der Umfang 8,3 Meter. In den letzten 90 Jahren hat die Linde durchschnittlich einen Zentimeter an Stärke zugenommen. Das Deutsche Baumarchiv gab im Jahre 2000 für die Stelle des geringsten Durchmessers (Taille) einen Umfang von 8,23 Metern an und im Jahre 2002 von 8,38 Metern in einem Meter Höhe. Im Jahre 2012 betrug der Umfang des Stammes in 1,3 Metern Höhe (sogenannter Brusthöhendurchmesser) 8,62 Meter; die Taille lag in exakt dieser Höhe. Das Alter wird teilweise mit 800 bis 1000 Jahren angegeben. Wegen des großen Dickenwachstums der letzten 100 Jahre ist diese Angabe jedoch unplausibel, 350 bis höchstens 500 Jahre sind wahrscheinlicher. Das Deutsche Baumarchiv nennt für die Linde ein Alter von 300 bis 420 Jahren.

## Marktfest
In der Umgebung der Linde fand in früheren Jahren zweimal im Jahr ein über die Grenzen der Gemeinde hinaus bekannter und viel besuchter Markt statt. Noch heute lautet der Flurname neben der Linde entlang des Zufahrtsweges Marktplatz. Da Neusaß und Schöntal erst seit 1834 einer Gemeinde angehören, wurde die Marktgerechtigkeit vom königlichen Kameralamt Schöntal höchstbietend versteigert. Der Markt fand zweimal im Jahr im Frühjahr und Spätsommer statt und dauerte drei Tage. Er soll schon seit der Gründung des Klosters Schöntal regelmäßig stattgefunden haben, dafür gibt es jedoch keine Nachweise. Der älteste schriftliche Hinweis befindet sich in der Schöntaler Chronik für das Jahr 1661. Laut Kameralamt soll es einen privilegierten Markt erst seit etwa 1650 gegeben haben. Gegen Mitte des 19. Jahrhunderts kam es zur Krise. Die Besucher wurden weniger, die Zahl der Pachtinteressenten sank, zwischen den Händlern gab es Streit um die Qualität des bereitgestellten Standmaterials. Im Jahre 1876 fand der letzte Markt statt.